# Thomas Kahlenberg
Thomas Kahlenberg (* 20. März 1983 in Hvidovre) ist ein ehemaliger dänischer Fußballspieler.

## Karriere

### Verein
Thomas Kahlenberg hatte in der Jugend für den unterklassigen dänischen Fußballverein Hvidovre IF gespielt, bevor er im Alter von 15 Jahren zu Brøndby IF wechselte. Hier spielte der Mittelfeldspieler in den verschiedenen Jugendteams und gab am 12. Mai 2002 gegen FC Kopenhagen sein Debüt in der Superliga, nachdem sein bisheriger Jugendtrainer Tom Køhlert kurz zuvor die Leitung über die erste Mannschaft übernommen hatte. Mit diesem Einsatz am letzten Spieltag der Saison 2001/02 gehörte Kahlenberg zur Mannschaft, die dänischer Meister wurde.
Kahlenberg spielte weitere drei Spielzeiten für Brøndby und gewann in seiner letzten Saison 2004/05 die dänische Meisterschaft zum zweiten Mal. Ebenso gewann der Verein in dieser Saison den dänischen Pokal. Kahlenberg wurde mit 13 Treffern bester Torschütze seines Teams. Im Sommer 2005 ging er zum französischen Ligue-1-Klub AJ Auxerre, bei dem er einen Vierjahresvertrag unterzeichnete. Dort konnte er sich durchsetzen und bildete zusammen mit Kanga Akalé, Benoît Cheyrou und Philippe Violeau das Mittelfeld. Als einziger Feldspieler absolvierte er dabei alle 38 Ligapartien. In den folgenden vier Jahren war er ständiger Leistungsträger der AJ. Seine beste Platzierung mit AJ Auxerre war 2005/06 der sechste Platz.
Zur Saison 2009/10 wechselte Kahlenberg zum damaligen deutschen Meister VfL Wolfsburg und unterschrieb einen Vierjahresvertrag. Er begann seine erste Saison allerdings mit Hüftproblemen, sodass er erst am 11. Spieltag erstmals eingesetzt wurde. Auch danach war er lediglich Einwechselspieler und hatte insgesamt zwölf Einsätze, in denen er kein Tor erzielte. Im Jahr darauf stand er in der Hinrunde siebenmal in der Startaufstellung und erzielte am 2. Oktober 2010 am 7. Spieltag beim 1:1 gegen Borussia Mönchengladbach sein erstes Tor in der Bundesliga. Nachdem der Verein aber in den Tabellenkeller abgerutscht und es zu Trainerwechseln gekommen war, setzten die neuen Übungsleiter im Abstiegskampf nicht mehr auf ihn. So blieben auch in seinem zweiten Jahr nicht mehr als 14 Saisonspiele.
In der Winterpause der Saison 2011/12 verlieh der VfL Wolfsburg Kahlenberg bis Saisonende an den französischen Erstligisten FC Évian Thonon Gaillard; dort spielten auch seine Landsleute und Nationalmannschaftskollegen Daniel Wass, Stephan Andersen und Christian Poulsen. Zur Saison 2012/13 kehrte Kahlenberg nach Wolfsburg zurück, konnte sich aber weder unter Felix Magath noch unter Lorenz-Günther Köstner und Dieter Hecking durchsetzen. Nach der Saison verließ er den Verein, nachdem sein Vertrag ausgelaufen war.
Am 21. August 2013 kehrte Kahlenberg zu Brøndby IF zurück. Er unterschrieb einen Vierjahresvertrag bis zum 30. Juni 2017. Hier beendete der Mittelfeldspieler dann auch seine aktive Karriere.

### Nationalmannschaft
Kahlenberg spielte bereits in den U-17- und U-19-Nationalmannschaften Dänemarks, bevor er am 11. Oktober 2002 im EM-Qualifikationsspiel gegen Luxemburg in Farum sein U-21-Länderspieldebüt gab. Nach erfolgreicher Qualifikation nahm er mit der dänischen U-21-Mannschaft an der U-21-Fußball-Europameisterschaft teil, wo er in den drei Vorrundenspielen drei Tore erzielte, jedoch das Ausscheiden seines Teams nicht verhindern konnte. Insgesamt bestritt er 26 Partien, in denen er 10 Tore erzielte.
Bereits ein halbes Jahr nach seinem U-21-Debüt spielte Kahlenberg zum ersten Mal für die A-Nationalmannschaft, als er am 30. April 2003 im Freundschaftsspiel gegen die Ukraine in der 76. Minute für Thomas Gravesen eingewechselt wurde. Kahlenberg gehörte ebenso als jüngstes Mitglied zum Team Dänemarks bei der Fußball-Europameisterschaft 2004, wo er aber nicht zum Einsatz kam.

### Trainer
Seit dem 15. März 2018 ist Kahlenberg Co-Trainer der U19 von Hellerup IK.

## Erfolge
- Dänischer Meister: 2002, 2005
- Dänischer Pokalsieger: 2005

## Privates
Seit 2009 ist er mit Anne Zeuthen Jensen verheiratet und hat drei Kinder. Im März 2020 wurde Kahlenberg in Amsterdam mit dem Coronavirus positiv getestet.